# Rednitz
Rednitz – rzeka w Bawarii, lewy dopływ Regnitz. Powstaje z połączenia Fränkische Rezat i Schwäbische Rezat. Rzeka łączy się z Pegnitz do Regnitz.

## Dopływy
- Fränkische Rezat
- Schwäbische Rezat
- Roth (Rednitz)
- Aurach (Rednitz)
- Schwarzach
- Schwabach (Rednitz)
- Bibert